# Loučka (Vsetín)
Loučka é uma comuna checa localizada na região de Zlín, distrito de Vsetín.